# Titularerzbistum Serdica
Serdica (ital.: Sardica) ist ein Titularerzbistum der römisch-katholischen Kirche.
Es geht zurück auf einen früheren (historischen) Bischofssitz in der gleichnamigen antiken Stadt, in der im Jahr 342 die Reichssynode von Serdica mit über 300 Bischöfen aus ganz Europa durchgeführt wurde. Das Scheitern des Konzils gilt als einer der Ursachen für die Spaltung der christlichen Kirche. Auf den Ruinen der antiken Stadt wurde das heutige Sofia, die Hauptstadt Bulgariens, errichtet. Im heutigen Stadtzentrum befanden sich das Forum des antiken Serdica und der Sitz des Prätors, auf dessen Reste um 1900 die „Kathedrale Sweta Nedelja“ erbaut wurde.
| Titularerzbischöfe von Serdica |                                                   | |                   |                   |
| Nr.                            | Name                                              | Amt | von               | bis               |
| 1                              | Alexander zu Hohenlohe-Waldenburg-Schillingsfürst | Weihbischof in Großwardein (Ungarn)                                                                                          | 1844              | 14. November 1849 |
| 2                              | Paolo De Sanctis                                  | emeritierter Bischof von Poggio Mirteto (Italien)                                                                            | 22. Juni 1896     |                   |
| 3                              | Pio Alberto del Corona OP                         | emeritierter Bischof von San Miniato (Italien)                                                                               | 30. August 1907   | 15. August 1912   |
| 4                              | Antonio Augusto Intreccialagli OCD                | Koadjutorerzbischof von Monreale (Italien)                                                                                   | 16. März 1914     | 31. Juli 1919     |
| 5                              | Paul Graf Huyn                                    | emeritierter Erzbischof von Prag (Tschechien)                                                                                | 6. September 1919 | 13. Juni 1921     |
| 6                              | Ernesto Eugenio Filippi                           | Apostolischer Delegat für Mexiko und Türkei                                                                                  | 22. Juli 1921     | 6. April 1925     |
| 7                              | Giuseppe Fietta                                   | Apostolischer Internuntius für Zentralamerika Apostolischer Nuntius für Haiti, Dominikanische Republik, Argentinien, Italien | 30. März 1926     | 15. Dezember 1958 |
| 8                              | Giuseppe Antonio Ferretto                         | Sekretär der Römischen Kurie                                                                                                 | 14. Dezember 1958 | 16. Januar 1961   |
| 9                              | Francesco Carpino                                 | Official der Kongregation für die Bischöfe Pro-Präfekt der Kongregation für den Gottesdienst und die Sakramentenordnung      | 19. Januar 1961   | 26. Juni 1967     |
| 10                             | Ernesto Civardi                                   | Sekretär der Kongregation für die Bischöfe                                                                                   | 26. Juni 1967     | 30. Juni 1979     |